# クロード・マクドナルド
サー・クロード・マクスウェル・マクドナルド（英: Sir Claude Maxwell MacDonald,GCMG GCVO KCB PC、1852年6月12日 - 1915年9月10日）は、イギリスの外交官。駐日英国公使・大使を務めた。

## 生涯
ジェームズ・マクドナルド陸軍少将とその妻メアリー・ドゥーガンの息子として生まれた。アピンガム校とサンドハースト王立陸軍士官学校に学び、卒業後は1872年にイギリス陸軍のハイランド軽歩兵連隊士官に任官した。

### 駐カイロ - 駐北京時代

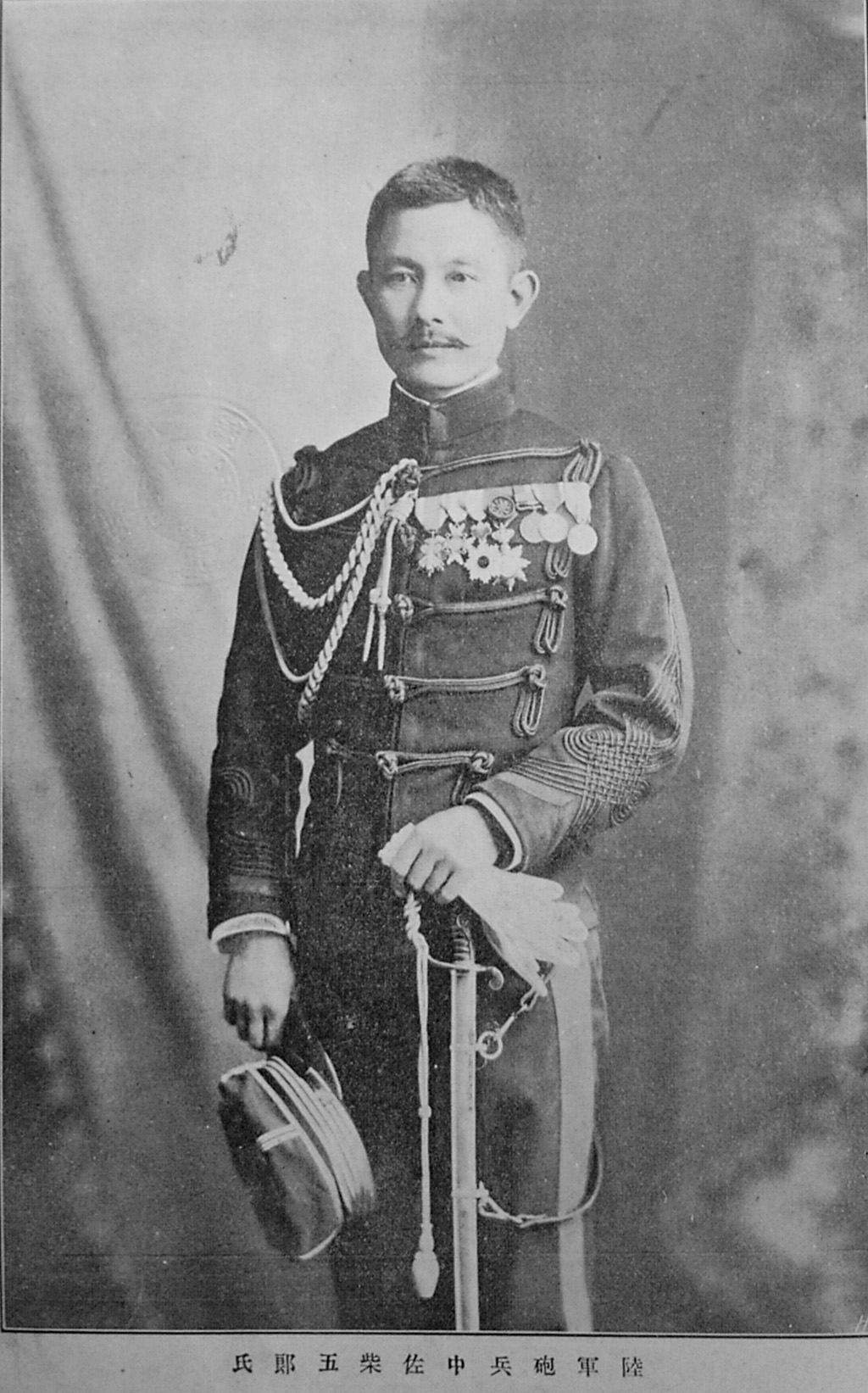
柴五郎陸軍少佐

1882年にエジプトでウラービー革命が起きると、陸軍省の代表としてカイロに派遣されている。同時期にエジプト特別委員として赴任してきたダファリン伯爵の軍事顧問に就任し、革命後はエジプト人士官の軍法会議に臨み、厳しい態度で審理を行った。その後はイギリスの保護領であったザンジバル島総領事やオイル・リヴァーズ総領事を務めた。
陸軍を退役後、1895年に第3次ソールズベリー侯爵内閣より北京駐在公使に選任されて、1900年までその任にあった。マクドナルドには東アジアでの外交官経験はなかったが、カイロ駐在時代にエジプト総領事イブリン・ベアリングから高く評価され、続くアフリカ駐在時にもソールズベリー首相から評価されていたためと考えられている。
1900年に義和団の乱が発生した。この際に各国の在北京公使館が包囲されたが、軍隊経験のあったマクドナルドは日本公使館の駐在武官柴五郎中佐らと協力体制を築き、篭城戦の指揮を執ってこの難局を切り抜けた。

### 日本への赴任

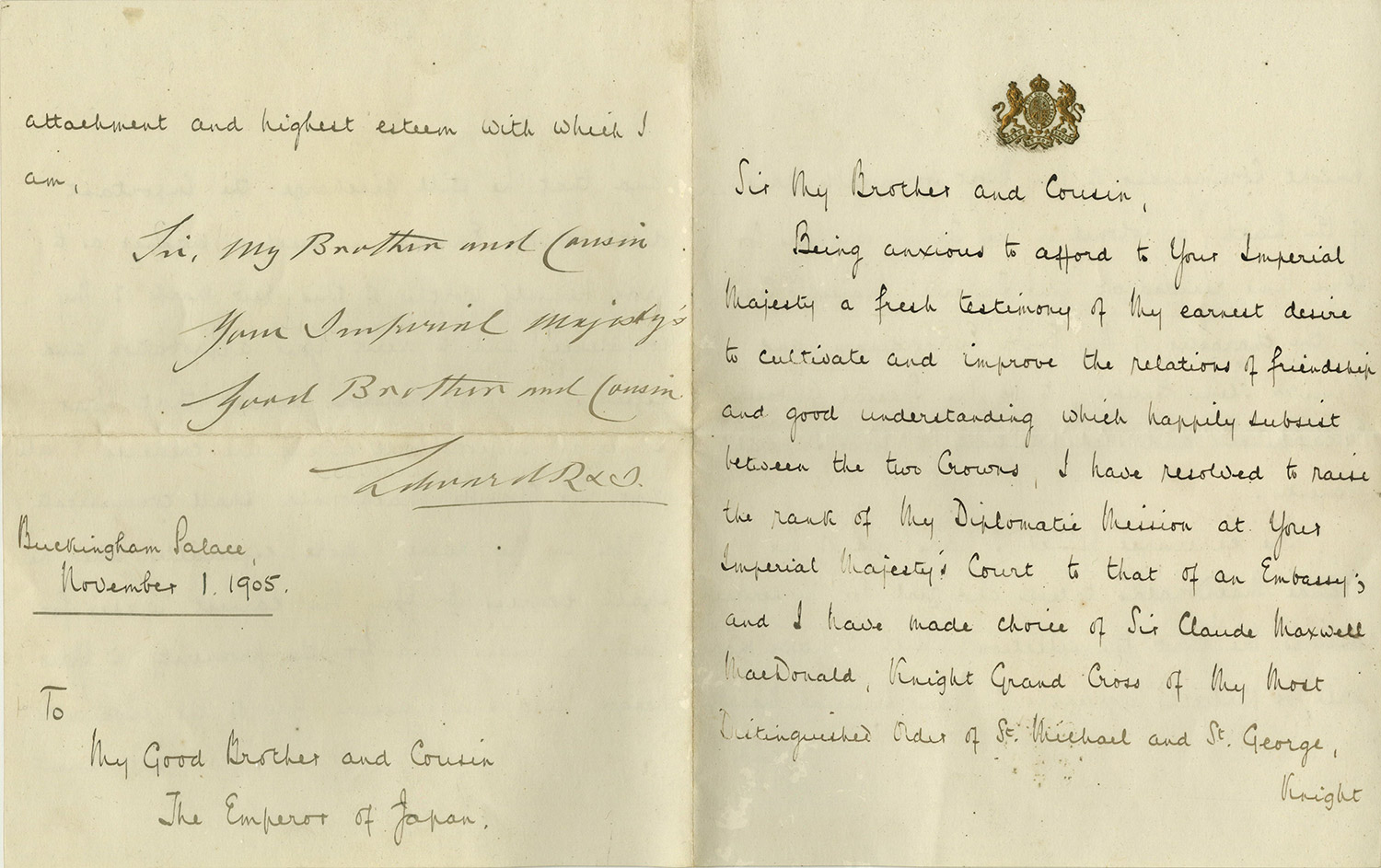
エドワード7世国王からの日本駐箚英国特命全権大使の信任状

1900年10月に前任者のアーネスト・サトウとポストを交換して、北京からそのまま駐日公使に就任した。翌年に入り日英同盟に関する議論が生じると、マクドナルドは日英間の交渉が本格化する前に本国へ召還された。表向きは北京以来の慰労休暇であったが、その実情は本国政府との協議のためであり、帰国後にソールズベリー首相とハットフィールドで会談したほか、在英駐箚公使の林董男爵とも複数回にわたって会合を持った。マクドナルドの再渡日後も両国間の交渉は進み、1902年1月30日に日英同盟が調印された。締結直後の4月9日、本国へ明治天皇へのガーター勲章授与を打診したが、このときは国王エドワード7世の不予、シャーへのガーター授与問題などのいざこざのために沙汰やみに終わった。
1904年に日露戦争が勃発した。戦況は日本に有利に進み、翌年にポーツマス条約による講和が成立した。同年、駐日公使館から大使館への格上げがなされ、マクドナルドも横滑りして初代駐日イギリス大使となった。同時期、イギリスでは再び明治天皇への叙勲問題が議論され、エドワード7世は同年10月30日にランズダウン外務大臣に叙勲の決定を伝えた。1906年にはコノート公アーサー王子を団長とするガーター授与使節団が来日し、明治天皇はガーター勲爵士としての名誉に浴した。彼自身も同年に枢密顧問官への任命、ロイヤル・ヴィクトリア勲章の受勲を果たしている。このように彼は第二次世界大戦前の日英関係が最も良好だった時期にその地位にあった。
1908年に発覚した日本製糖汚職事件に際して、株主として損害を被った。そのため彼は当時の桂太郎首相兼蔵相に対して関係者の処罰を求める書簡を送り、これが日本における公認会計士の必要性が論じられるきっかけになったともいわれる。

### 本国との齟齬から退任まで

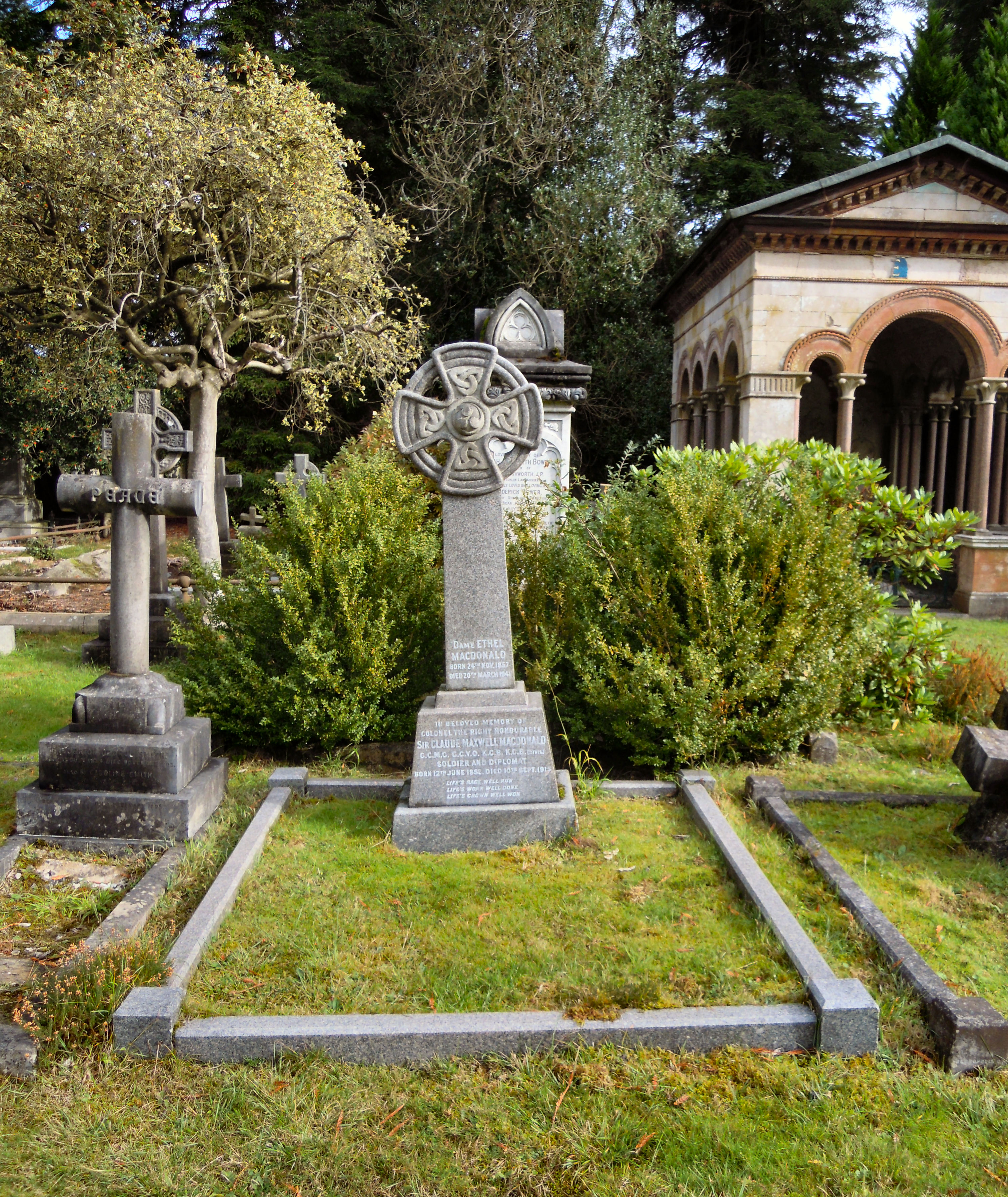
マクドナルドの墓。妻エセルとともに眠る。

1905年に第二次日英同盟が成立した際は前回とは異なり、本国に召還されなかった。マクドナルドは徐々に本国政府より信頼されなくなっており、部下のホレース・ランボルドも日記に「政府は大使のことを信頼しておらず、大使が日本の立場で物事を判断しすぎると考えている」と綴った。
1911年、ハーバート・アスキス首相は更新期限を迎えた日英同盟について延長を閣議決定したが、この際にも東京の大使館側にはほとんど相談がなかった。ただしこの頃のマクドナルドは大陸への膨張を始める日本を肌身に感じており、本国外務省に「牽制のため、あえて更新しないという選択肢も考慮すべき」と緊急打電している。これに対してエドワード・グレイ外務大臣は最終的に「同盟の延長見送りは日本に良くない印象を与える」と返電し、暗にマクドナルドの視野が狭すぎると伝えた。
1912年7月、明治帝が崩御し、元号が『大正』へと改まった。直後マクドナルドは即位した大正天皇について、その健康・精神状態を憂慮する旨をロンドンに報告している。こうしたなか11月初頭、12年の大使生活に終止符を打って日本を離れた。
帰国後の1915年9月10日にロンドン、チェスター・スクエア40番地にて死去した。ブルックウッド墓地に埋葬された。

## 栄典

### 勲章
- - 聖マイケル・聖ジョージ勲章（GCMG）[23]
- - ロイヤル・ヴィクトリア勲章（GCVO）[15]
- - バス勲章（文民部門）（KCB）
- - バス勲章（軍人部門）（KCB）[24]

### その他
- 枢密顧問官（PC）（1906年[16]）

## 人物・評価

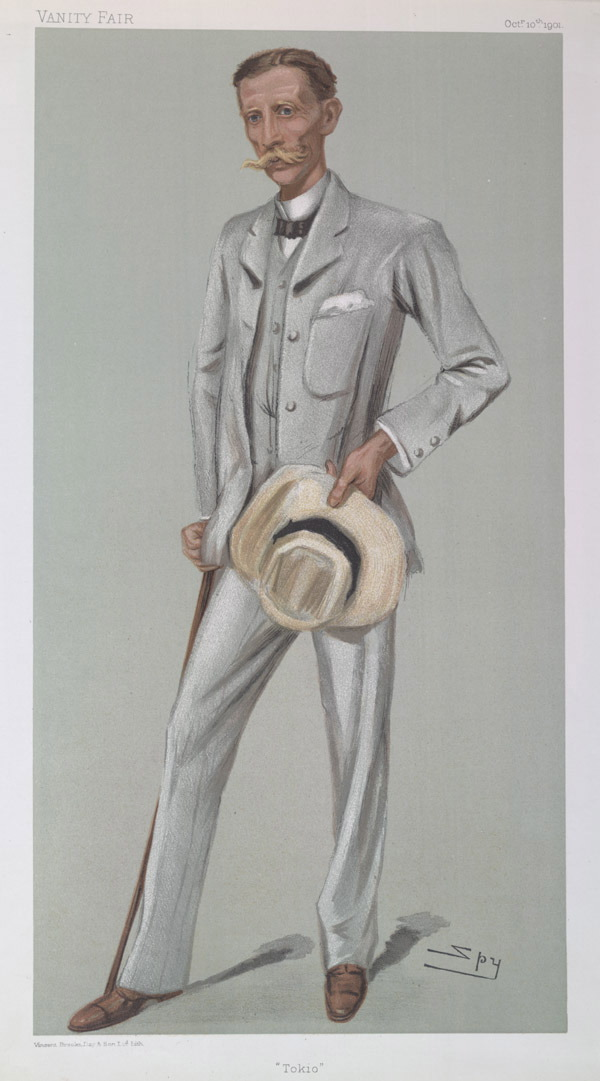
『ヴァニティ・フェア』に描かれたカリカチュア。
（Spy作・1901年）

- マクドナルドは自身のことを「外交畑における軍人出身の部外者」と評している[25]。
- 『英国人名事典』は「ソールズベリー侯からはよく評価されたが、外務省からは自己評価のとおり好感をもたれなかった」とする[1]。

## 家族
1892年にエセル・アームストロング（Ethel Armstrong、1941年没、W・ケアンズ＝アームストロング陸軍少佐の娘）と結婚した。エセルは慈善活動を活発に行い、1935年に自身の功績によって大英帝国勲章デイム・コマンダー（DBE）を授与されている。

## 競馬との関わり
マクドナルドは1901年（明治34年）から横浜の根岸競馬場の日本レース・倶楽部会頭を務めた。1905年（明治38年）に根岸競馬場で初めて“The Emperor's Cup”というカップ競走が開催されるが、この時の賞品の銀杯は、マクドナルドと明治天皇の個人的関係によって、明治天皇から下賜されたものだった。この“The Emperor's Cup”が現在の天皇賞の起源とされている。